# Pantoporia arula
Pantoporia arula är en fjärilsart som beskrevs av John Nevill Eliot 1969. Pantoporia arula ingår i släktet Pantoporia och familjen praktfjärilar. Inga underarter finns listade i Catalogue of Life.